# Икарийско море
Икарийското море (на гръцки: Ικάριο Πέλαγος) е море на Средиземно море, което се намира между Цикладите и Мала Азия. Описва се като част от Егейско море на юг от Хиос, на изток от източните Циклади и на запад от Анадола. Съдържа островите Самос, Кос, Патмос, Лерос, Фурно Корсеон и Икария.
Хораций препраща към икарските вълни в Либер I, Кармен I, линия 15.